# Liste der Monuments historiques in Courtacon
Die Liste der Monuments historiques in Courtacon führt die Monuments historiques in der französischen Gemeinde Courtacon auf.

## Liste der Objekte
| Bezeichnung | Beschreibung          | Standort                       | Kennzeichnung | Schutzstatus | Datum | Bild |
| ----------- | --------------------- | ------------------------------ | ------------- | ------------ | ----- | ---- |
| Taufbecken  | Holz, 18. Jahrhundert | in der Kirche St-Martin (Lage) | PM77002614    | Inscrit      | 1977  |      |